# Imperi Cartaginès
L'Imperi Cartaginès o, simplement, Cartago fou un estat púnic del nord d'Àfrica i la península Ibèrica que va durar del 650 aC, amb la independència de la metròpoli de Tir, fins al 146 aC, amb la derrota a la Tercera Guerra Púnica. En l'apogeu de la influència de la ciutat, tenia el control de la major part de la Mediterrània Occidental. L'imperi estava en un estat constant de lluita amb la república romana, que va donar lloc a una sèrie Guerres Púniques. Al final de la Tercera Guerra Púnica, Cartago va ser destruïda i ocupada per les forces de la República Romana i gairebé tot l'imperi va caure en mans romanes.

## Història

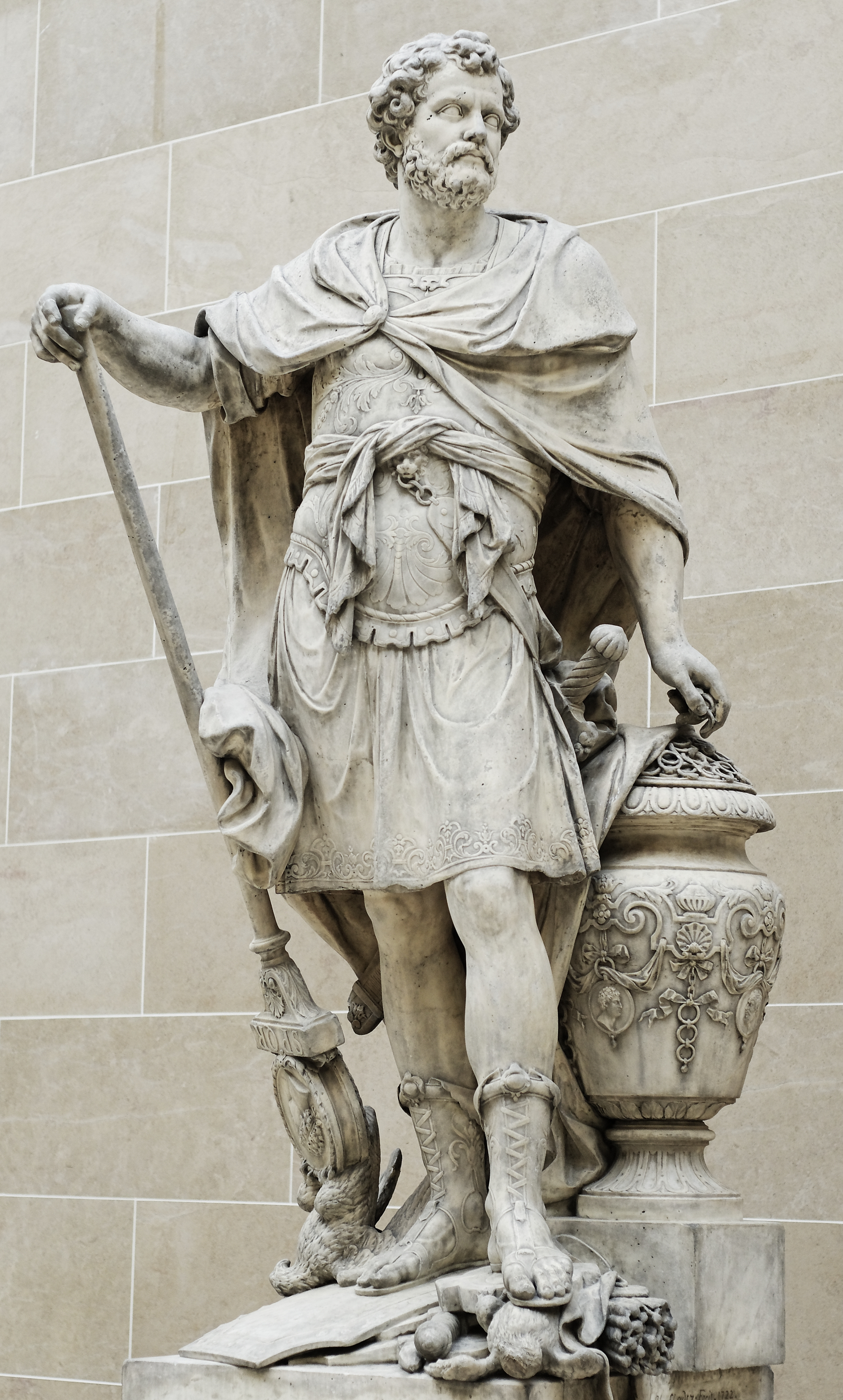
Hanníbal Barca, general, aristòcrata i senador cartaginès.

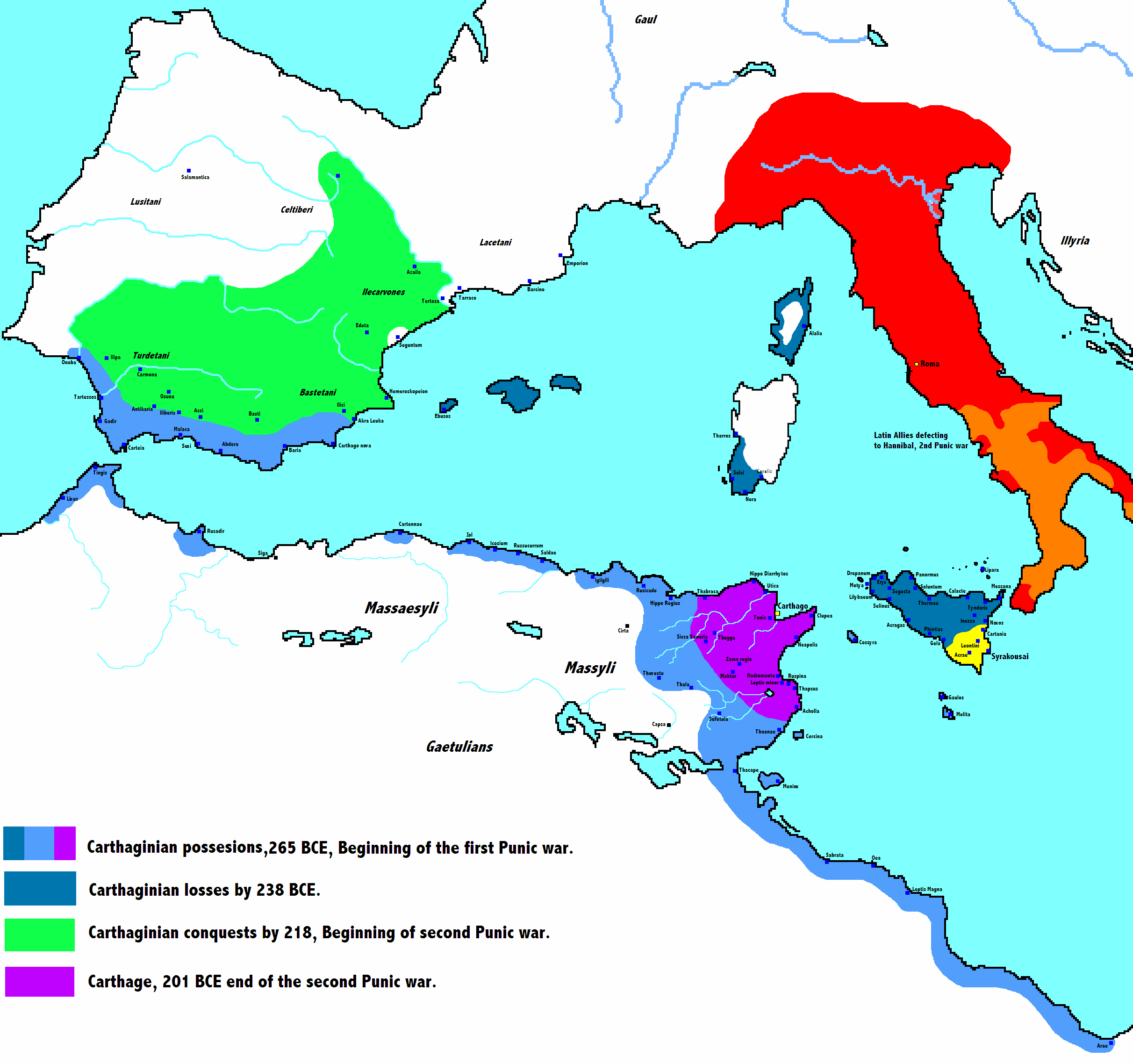
Imperi cartaginès.

Zones d'influència de Cartago i Roma abans de la Segona Guerra Púnica.

### Orígens

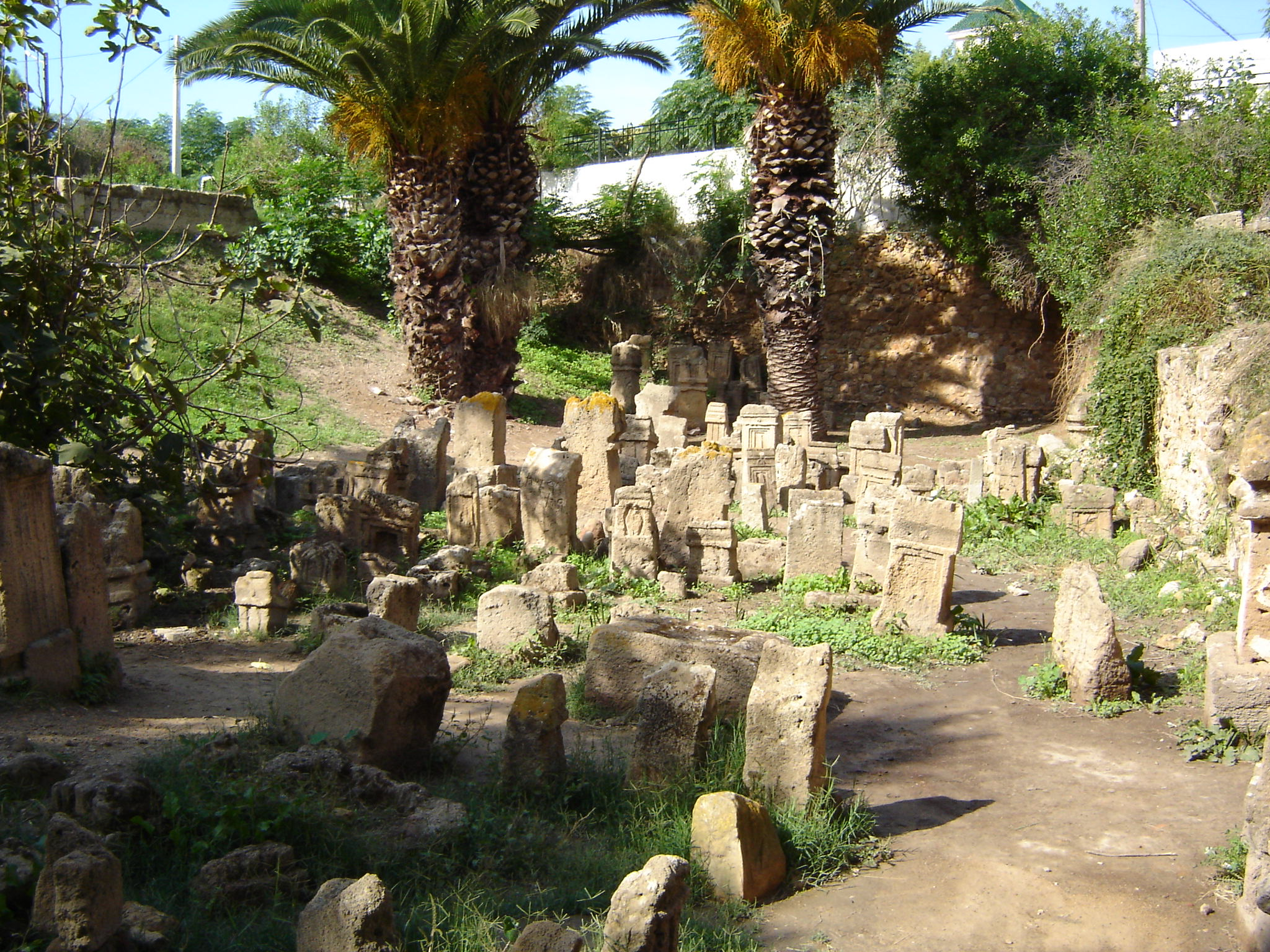
Esteles funeràries al santuari púnic del Tofet de Salambó

Mapa de Fenícia i ubicació de Tir.

La ciutat de Cartago va ser fundada com a colònia fenícia, establerta, segons la tradició, l'any 814 aC per la llegendària Dido, que havia fugit de Tir. La ciutat es va establir mitjançant la compra de territoris als nadius, pels quals es va pagar un tribut durant segles. Va col·laborar estretament amb la colònia fenícia d'Útica, fundada 287 anys abans. Segons la llegenda, la seva creixent prosperitat va provocar l'atac de Hiarbes, rei dels númides, que va oferir a Dido, la fundadora i germana del rei Pigmalió de Tir, o bé casar-se amb ell, o la guerra; ella, fidel al seu espòs, es va suïcidar.
Pel que fa al relat històric, recentment n'ha estat discutida la data de fundació, car les troballes arqueològiques més antigues són, com a màxim, del segle viii aC. De l'època cartaginesa en resten vestigis de la ciutat, puix que fou arrasada pels romans el 146 aC. En resten, però, l'estructura del port, un santuari dedicat a Tanit i a Baal-Hammon, i un gran conjunt de necròpolis, que van dels segles vii a iv.
La ciutat de Cartago va desenvolupar un gran Estat sota el seu poder. En els seus inicis, el territori cartaginès comprenia només la ciutat i una petita àrea d'uns 50 km². Al segle vi aC els cartaginesos van anar ocupant un territori entre 30.000 i 50.000 km², que va constituir la base de l'imperi cartaginès. Partint d'aquesta zona, que se sol denominar metropolitana, es van expandir per crear entre els segles v i iii aC un imperi mercantil marítim, aprofitant les factories i ciutats existents fundades pels fenicis, o establint-ne de noves, a la Península Ibèrica, Sicília, Sardenya, Eivissa i al nord d'Àfrica, consolidant a més el seu poder sobre Numídia i Mauritània. En el seu apogeu va ser la primera potència econòmica i militar a la Mediterrània Occidental. La República Cartaginesa es va enfrontar a la República Romana per aquesta hegemonia en les diverses guerres púniques, però en resultà vençuda, definitivament el 146 aC, cosa que va comportar la desaparició de l'estat cartaginès i la destrucció de la ciutat de Cartago.
Si bé el territori controlat per Cartago va ser ampli, amb nombrosos vassalls i associats, la zona pròpiament colonitzada per Cartago mai no va arribar a ser molt extensa. L'estat es dividia entre ciutats aliades o sòcies com Útica, els territoris autònoms i l'imperi pròpiament dit de Cartago que, segons ells mateixos, comptava amb unes 300 ciutats a l'època de la Primera Guerra Púnica. La zona més rica i poblada era l'anomenada zona metropolitana; aquesta al seu torn es dividia en 7 circumscripcions anomenades pagi. Més enllà del territori pròxim a Cartago es trobava la Gran Sirte, un ric territori costaner a mig camí de Líbia.

### Guerres púniques
Les Guerres Púniques són les tres guerres que van fer els romans amb els cartaginesos (o púnics). La política expansiva dels cartaginesos cap a l'Occident fou dirigida per la família dels bàrquides: Hamílcar Barca, Asdrúbal i, sobretot, Hanníbal. Però aleshores, la nova potència que s'havia creat a l'Occident, Roma, els barrà el pas.

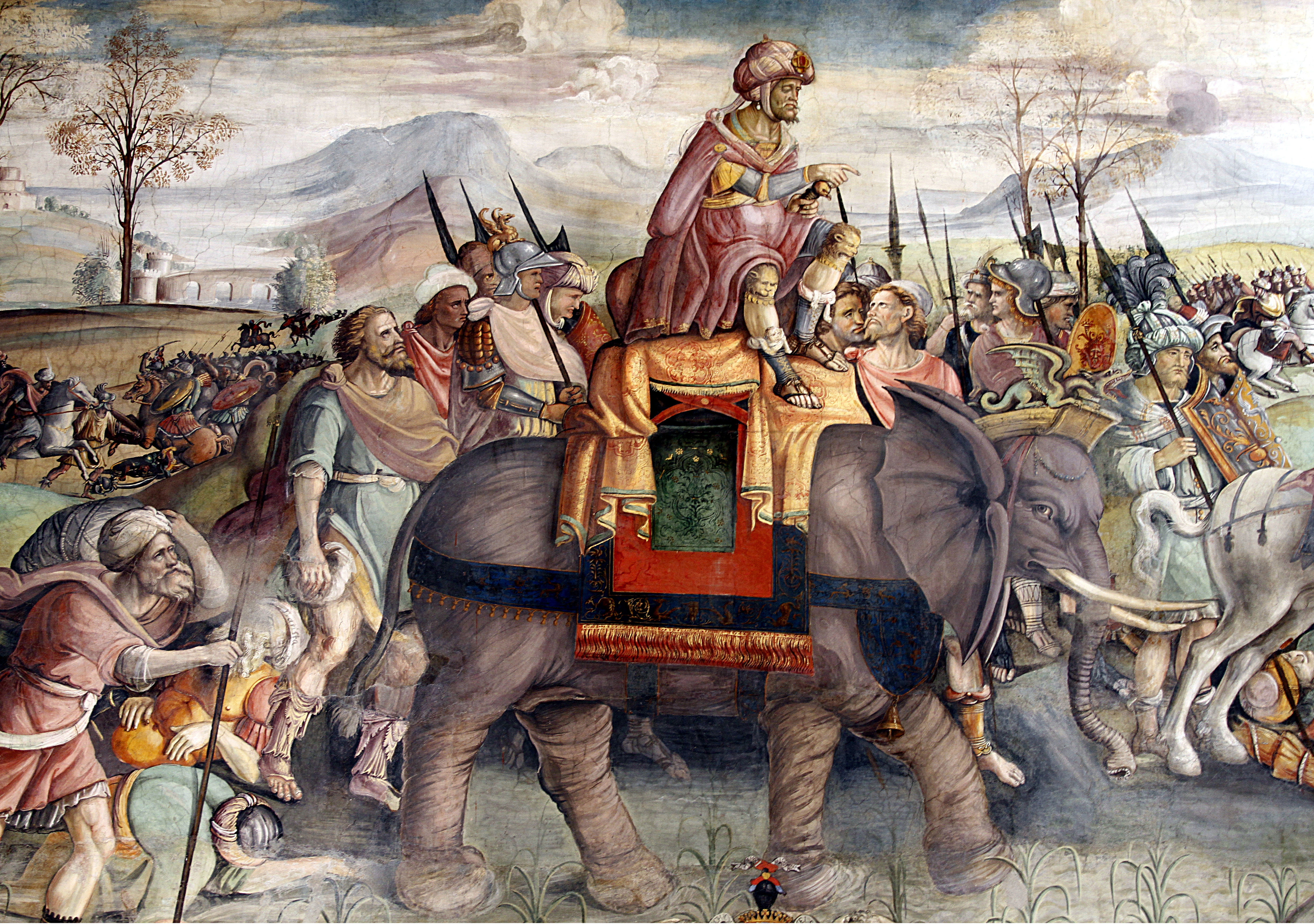
Fresc de 1510, Hanníbal creuant els Alps amb cavalls i elefants es mostra com un dels més grans estrategs.

#### Primera Guerra Púnica (262 aC - 241 aC)
Començà amb la intervenció de Roma a Sicília, quan s'alià amb els mamertins, que lluitaven contra els cartaginesos a Messina.
La guerra passà al mar, originàriament dominat pels romans, fins que l'èxit de la flota nova comandada pel cònsol Duïli àdhuc permeté una expedició sobre la costa cartaginesa a Tunis (256 aC).
Fracassat aquest assaig, la guerra se centrà novament a Sicília, on els romans es consolidaren. La pau (241 aC) posà fi als dominis púnics sicilians, i l'illa esdevingué la primera província romana. Poc després (238 aC), Roma aprofità la revolta dels mercenaris a Cartago per tal de dominar també Sardenya i Còrsega.

#### Guerra dels mercenaris (241 aC - 238 aC)
La guerra dels mercenaris va ser una revolta dels exèrcits de mercenaris al servei de Cartago durant i després de la Primera Guerra Púnica, i que va comptar amb el suport d'assentaments a Líbia descontents amb el control cartaginès.

#### Segona Guerra Púnica (218 aC - 202 aC)

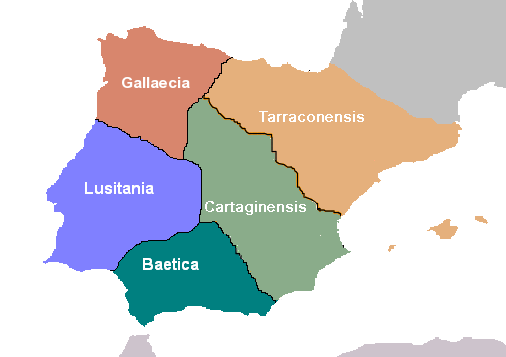
Cartaginensis

Partí de les bases que els cartaginesos havien establert al Sud de la península Ibèrica, especialment Cartago Nova (Cartagena), per compensar les pèrdues a Sicília.
Hanníbal projectà l'atac directe a Roma, en una expedició per terra. El primer episodi fou la presa de Sagunt, aliada dels romans, que es defensà aferrissadament. Un cop dominada, Hanníbal, amb un gran exèrcit, travessà els Pirineus i els Alps seguint una ruta molt discutida en els detalls. De fet, els romans l'esperaven a Arle. Penetrà a Itàlia, on aconseguí grans victòries (batalles de Trèbia i Trasimè), però no s'atreví a assetjar Roma i no se li uniren els pobles itàlics dominats pels romans. Es dirigí cap al Sud de la península, on tingué una altra gran victòria (Cannes), i s'establí a Càpua. Mentrestant, els romans contraatacaren desembarcant a Empúries (218 aC), des d'on dominaren la costa catalana i després la del Sud de l'Ebre fins a Andalusia, i així tallaren el camí de terra entre Cartago i Hanníbal. Liquidat el domini cartaginès a Hispània (206 aC), Publi Corneli Escipió Africà dirigí la guerra al territori de Cartago (204 aC), que Hanníbal va anar a defensar, però fou vençut (batalla de Zama, 202 aC) i Cartago forçada a pagar la suma de 200 talents de plata anuals durant 50 anys.

#### Tercera Guerra Púnica (149 aC - 146 aC)
Fou empresa pels romans, que temien una resurrecció del poder de Cartago. Aprofitant la malvolença del rei númida Masinissa I contra els cartaginesos, Roma inicià una guerra d'extermini, que acabà amb la presa de Cartago, després d'una resistència desesperada de l'exèrcit que comandava Escipió Emilià. La ciutat fou arrasada i no ressorgí fins un segle i mig després, ja com a ciutat romana, en temps de Juli Cèsar.

### Cronologia
- Segle VI aC: Cartago és governada per dos sufets (jutges) anuals amb un senat. Les altres colònies fenícies tenen una estructura de poder similar. Se suposa que cada ciutat tenia tres tribus, trenta cúries, tres-centes famílies principals (gens) i un senat de tres-cents membres; fora del senat es va formar un consell de trenta prínceps representant les cúries.
- Segle VI aC: Justí diu que, a la primera meitat de segle, un general anomenat Malc va fer una expedició a Sardenya i Sicília. Malc és la paraula fenícia equivalent a rei. A Sicília es va poder establir, però a Sardenya fou rebutjat i llavors va desembarcar a Cartago i va prendre el poder de la ciutat. Al cap d'un temps, acusat de voler ser rei, fou mort per la població.
- Segle VI aC: A la segona meitat de segle, el poder passa a mans del general Magó, d'una família local. Els seus fills Hasdrúbal i Hamílcar van fer la guerra amb els libis d'Àfrica, intentant deslliurar-se del pagament que feia Cartago per les seves terres, però foren derrotats i van haver de demanar la pau. També van fer la guerra a Sardenya, on Asdrúbal va morir. Aquest general va ser onze vegades el general en cap (o dictador) de Cartago i va gaudir de quatre triomfs. El seu germà Hamílcar va morir en combat a Sicília el 480 aC: Cada un va deixar tres fills que van seguir al capdavant dels exèrcits cartaginesos: Himilcó, Hannó i Giscó (fills d'Hasdrúbal) i Hanníbal, Hasdrúbal i Safó, fills d'Hamílcar.
- 536 aC: Els cartaginesos, aliats a la població local, expulsen els colons foceus d'Alàlia a Còrsega, però poc després es retiren de l'illa. El 450 aC Còrsega encara no pertanyia a Cartago, però al segle següent ja és a les seves mans.
- 523 aC: Els tiris rebutgen ajudar Pèrsia en un atac a Cartago. Es mantenen relacions estretes amb Útica, Tunes, Hipona, Leptis Magna i Hadrumet. Aquestes ciutats esdevenen de mica en mica aliades i, després, tributàries.
- 509 aC: Aquell any Sardenya pertanyia als cartaginesos quan es va fer un tractat comercial amb Roma. Probable fundació de Càralis i Sulcos, ciutats principals de l'illa, que fou governada per un oficial anomenat beotarca (que dirigia els mercenaris) en temps de pau, i per un strategos (que els dirigia en temps de guerra), enviats des Cartago. Les colònies de la part occidental de Sicília, especialment Panorm, estan sota control o influència de Cartago. Les illes d'Eivissa, Malta, Gozo, Kerkenah i Lipari eren també colònies fenícies sota la influència cartaginesa.
- 481 aC: Esclata la guerra a Sicília quan Teró d'Agrigent enderroca Teril·le, tirà d'Hímera i aliat de Cartago. Els cartaginesos van enviar una flota en ajut de Teril·le dirigida per Hamílcar (480 aC) i van assetjar Hímera. Geló I de Gela va atacar els assetjants i es va lliurar la batalla d'Hímera (480 aC), que va posar fi al desig cartaginès d'expandir-se per l'illa i cap a Itàlia.
- 410 aC: Segesta demana ajut a Cartago contra Selinunt. Això comporta conflictes amb Dionisi (410-368 aC), Timoleont (345-340 aC) i Agàtocles (311-307 aC).
- 394 aC: Gran revolta dels libis.
- 348 aC: Tractat comercial entre Cartago, Útica, Roma i Tir.
- 340 aC: Hannó intenta erigir-se en dèspota i eliminar el senat, però és arrestat i mort sota tortura junt amb tota la família.
- 332 aC: Arribada i establiment de milers de refugiats de Tir.
- 308 aC: Bomílcar I intenta un cop d'estat sense èxit.
- 279 aC: Tractat d'aliança defensiva entre Roma i Cartago, dirigit principalment contra Pirros, rei de l'Epir.
- 277 aC: Lluites amb Pirros, quan els cartaginesos quasi dominaven Sicília.
- 264 aC: Els romans desembarquen a Sicília: Cartago perdrà l'illa. Hieró II de Siracusa es va unir als romans (263 aC), que van ocupar Agrigent el 262 aC: Això fou el més important de la Primera Guerra Púnica.
- 240 aC: La falta de pagament als mercenaris provoca la seva revolta, a la qual s'uniren els libis. Tres anys de guerra (240-237 aC).
- 237 aC: Els romans ocupen Sardenya i Còrsega, i altres illes menors.
- 236 aC: Conquesta d'Hispània per Hamílcar, de la família dels Barca, i el seu gendre Hasdrúbal. Acaba el 221 aC.
- 218 aC: Les lluites per la zona d'influència a Hispània porten a la Segona Guerra Púnica, que durarà fins al 201 aC:
- 150 aC: S'inicia la Tercera Guerra Púnica pel desig de Roma d'aniquilar Cartago. Durarà fins al 146 aC i acaba amb la destrucció de la ciutat.
- 122 aC: Cartago esdevé colònia romana amb el nom de Junònia, colònia que fou efímera.

## Organització territorial
Si bé el territori controlat per Cartago va ser ampli amb nombrosos vassalls i associats, la zona pròpiament colonitzada pels púnics mai va arribar a ser molt extensa. L'estat es dividia entre ciutats aliades o sòcies com Útica, els territoris autònoms i l'imperi pròpiament dit, el qual segons els mateixos cartaginesos comptava amb unes 300 ciutats a l'època de la Primera Guerra Púnica.
A dins del territori africà i proper a Cartago, es diferencien dos tipus de regions diferents. El primer corresponent al paisatge cartaginès on els habitants eren púnics, la terra era de la seva propietat i ells mateixos l'explotaven, sent la principal regió d'abastament i el graner de Cartago. El segon tipus estava sota govern cartaginès però les terres pertanyien als africans assimilats, els qui havien de contribuir amb una sèrie de delmes extrets de les seves collites.
La zona més rica i poblada era l'anomenada zona metropolitana, que correspon als territoris de l'actual estat de Tunísia, que al seu torn es dividia en 7 circumscripcions anomenades pagi. Les seves fronteres arribaven fins a les muntanyes númides i els límits del Sàhara. Davant la impossibilitat de sotmetre a les tribus berberisques que la recorrien pasturant el seu bestiar, les fronteres van ser custodiades per una línia de punts fortificats que cobrien el territori. Més enllà del territori pròxim a Cartago es trobava l'empori de la Gran Sirte, un ric territori costaner de Líbia. Dins de la zona metropolitana els grans nuclis urbans, com Mactar, Vaga, Zama Regia o Thugga, gaudien de certa autonomia, l'administració era presidida per funcionaris cartaginesos procedents de l'aristocràcia, qui al seu torn eren assistits per funcionaris de menor rang. Les ciutats més importants de les províncies, les capçaleres de les seves respectives circumscripcions, van ser les seus de governadors provincials imposats per Cartago i subordinats a l'autoritat d'un governador general. Al seu torn moltes ciutats tenien les seves pròpies institucions i assemblees: 
| « | Els cartaginesos […] es van créixer en el seu esperit i van recórrer sense temor Àfrica, fortificant el país i pronunciant discursos ofensius contra els romans en les assemblees de les ciutats. | » |

Els seus dominis més importants estaven situats al nord d'Àfrica, concretament a les costes de Numídia i Mauritània, regions que no van ser totalment dominades ni van tenir una frontera definida excepte l'estreta zona del litoral. Els límits i fronteres costaneres de Cartago es van establir amb solidesa i rapidesa en aquelles zones en pugna amb els grecs o de gran importància comercial, per l'est els límits de la República amb la Cirenaica van ser determinats després de sagnants guerres. Estrabó cita una Turris Euphranta, a la part oriental de la Gran Sirte, com l'última ciutat cartaginesa. Per la part occidental, els límits de Cartago arribaven fins a la costa atlàntica marroquina, però no se sap exactament on acabaven. A Numídia i Mauritània, Cartago controlava moltes ciutats, com ara Hipona, Hadrumet, Leptis Minor, Leptis Magna, Tapsos i Tanapé. Després de la Primera Guerra Púnica van expandir els seus dominis cap a l'interior, fins a uns 240 km des de la línia costanera, conquerint la ciutat més important dels indígenes, situada a l'inici del riu Bagrades, anomenada Tebessa.
En els dominis cartaginesos les colònies tenien gran importància, formant un veritable imperi, entre les quals la més rica era Cadis. Els seus enclavaments colonials s'estenien per tota la costa sud d'Espanya, constituint una xarxa d'importants establiments comercials. Les Balears van ser colonitzades a partir del segle vii aC, servint de base d'operacions contra els seus enemics, els grecs de Massàlia. Ja al segle vi aC es trobaven els cartaginesos establerts a Sardenya, on van fundar Càller. A Sicília controlaven les importants ciutats de Lilibèon, Panorm i Solocis. Es van establir al nord-oest de l'illa, si bé el seu territori va variar a causa dels conflictes amb els grecs. Les petites illes veïnes també els pertanyien, les Egades, Melita, Gaulos i Cosira. En general, els indígenes havien hagut d'optar entre cercar refugi a les muntanyes o sotmetre's a la voluntat dels púnics. Cartago tenia una concepció més abusiva i dura de la tasca civilitzadora que Roma. Les mateixes ciutats libio-fenícies del territori cartaginès sempre van ser sotmeses a condicions molt dures.

### Capital

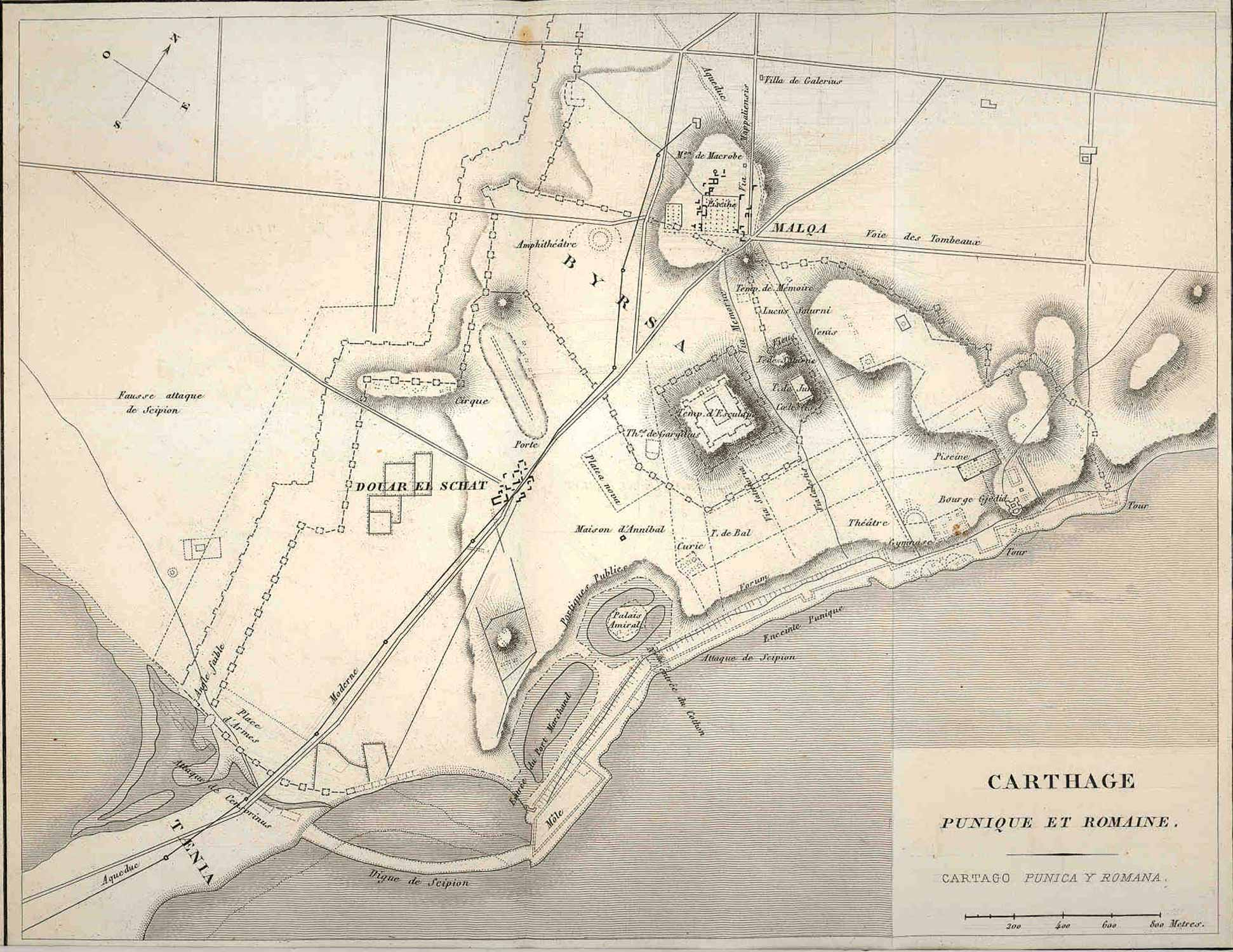
Mapa del 1844 que mostra la Cartago púnica i romana

Cartago estava situada en una península compresa entre el golf i el llac de Tunísia. La ciutat estava protegida per una triple murada, cada secció comptava amb 25 m d'altura i uns 10 m d'ample, situada l'istme, a uns 4 km del mar. La mateixa murada tenia casernes amb capacitat per a 20.000 infants. El disseny urbanístic i l'arquitectura eren una barreja de models amb antecedents sirià-palestins de tipus predominantment orgànic i de models de lògica hipodàmica, en part creada per la seva pròpia pràctica de la construcció i, en part, sobretot en la seva darrera fase, per influència grega hel·lenística.
La zona alta es desplegava partint del turó de Birsa, on es trobava la inexpugnable fortalesa del mateix nom i el temple d'Eshmun. En els vessants del turó hi havia les grans residències de l'aristocràcia cartaginesa, de característiques molt similars a les hel·lenístiques. Al barri de Magó, s'observa una operació a gran escala d'una remodelació urbanística del segle iii aC, amb aprofitament de l'espai que ocupava l'antiga porta de la murada, del segle v aC, per construir habitatges de luxe.
El barri de Salambó era el centre polític i econòmic de la ciutat, unit al port comercial per tres avingudes descendents. S'hi trobava el fòrum principal i l'àgora, lloc intens de comerç. Probablement, el Senat de Cartago es reunia per prendre decisions en algun edifici d'aquest barri. Era la part de la ciutat més pròxima a la mar, on hi havia el port comercial i el militar. Finalment, també dins de l'àrea defensada per les murades, al nord-oest de la ciutat, es trobava l'ampli suburbi de Mègara, ocupat per cases rurals, camps de cultiu i jardins.

## Organització política
Inicialment va ser governat per una oligarquia de riques famílies, en forma de monarquia als segles vi-iv aC, tot coincidint amb la caiguda de Tir davant Babilònia l'any 580 aC. Possiblement, per cert buit de poder es va consolidar un sistema de govern centrat en dues persones anomenats sufets, semblants als cònsols romans. El poder dels sufetes, denominats reis per qualque escriptor grec o llatí, no era absolut, car solien exercir de jutges i àrbitres, i existien altres institucions com el Senat, amb el qual havien de compartir les seves decisions. Segons alguns, el Senat va ser creat durant el segle v aC, i tenia la funció d'assessorar els sufets en qüestions de política i economia. La seva organització ens és desconeguda. Segons Heeren, era molt nombrós i es dividia en l'Assemblea de ciutadans (grec antic: σύγκλητος), i el Consell d'ancians, la Gerúsia (grec antic: γερουσία), composta dels notables de l'Assemblea. Segons Theodor Mommsen, el govern havia pertangut primerament al Consell dels Ancians o Senat, compost, com la gerúsia d'Esparta, de dos reis que el poble designava en l'assemblea i de 24 gerusiastes probablement nomenats pels mateixos reis i amb caràcter anual. Es coneix l'existència de reis que van dirigir les tropes en les guerres de Sicília durant els segles vi i v aC pertanyents a la dinastia dels Magònides. El 480 aC, després de la mort d'Hamílcar Magó, derrotat pels grecs en la Batalla d'Hímera, les grans famílies van perdre gran part del seu poder en mans del Senat, i així es creà el Consell dels Cent per un moviment social que va donar lloc a un major control dels sufetes.
L'Assemblea de ciutadans, constituïda per diversos centenars d'individus pertanyents a les famílies més acabalades i influents de la Cartago, nomenava lliurement a la major part dels càrrecs de la ciutat, entre els quals els sufets, els grans sacerdots i els generals, mentre que el Consell d'ancians o Senat dels Cent. Estaven encarregats de funcions judicials i de la supervisió dels funcionaris. Els sufets i els summes sacerdots eren membres nats del Senat Cartaginès, i així hom arribava a la xifra de 104 membres. El senat també dirigia tots els processos de l'Assemblea, les Pentarquies, grups de cinc individus que s'ocupaven dels departaments estatals i cobrien vacants en el Senat. El Senat era l'òrgan més poderós, compost íntegrament per la més influent aristocràcia. Els sufetes eren dos magistrats triats anualment entre les famílies aristocràtiques. Les seves comeses eren essencialment civils, la convocatòria del Consell i de l'Assemblea i funcions judicials superiors.
| «                            | La constitució cartaginesa, com totes aquelles la base de la qual és alhora aristocràtica i republicana, s'inclina tan aviat del costat de la demagògia com del de l'oligarquia. | » |
| — Aristòtil, Política, II, 8 | |   |

El Consell dels Cent és conegut del segle iv aC Al costat d'aquest consell existia una comissió permanent de 30 individus. Era un sistema oligàrquic, controlat per les elits urbanes, grans propietàries de terres o vinculades al comerç. Les tensions eren les pròpies de la competència pel poder entre individus o grups aristocràtics, i es veurien augmentades amb l'expansió del segle vi aC, i especialment amb la rivalitat amb Roma. Els conflictes bèl·lics en concret van afavorir l'aparició de cabdills militars i famílies concretes, capaços d'actuar amb certa independència. Les diverses opcions polítiques i comercials amb què es va enfrontar l'Estat cartaginès al llarg del segle iii aC, com potenciar l'expansió a l'Àfrica o buscar nous mercats, també van provocar divergències entre les faccions de l'oligarquia, terratinents i comerciants, disputes a les quals probablement es van veure arrossegades les classes inferiors urbanes de comerciants i artesans.

## Societat
La població era majoritàriament urbana i multiètnica, amb fenicis procedents de totes les colònies del Mediterrani, així com sirians, egipcis, grecs de diversa procedència, i itàlics, juntament amb un important grup africà. Els matrimonis mixtos eren habituals.
La seva pell era de color fosc, i solien portar llargues barbes sense bigoti, els libio-fenicis amb barreja amb població indígena tindrien la pell encara més fosca. Entre les vestimentes dels cartaginesos es trobava el turbant, solien utilitzar una llarga camisa de dormir que arribava fins als peus i utilitzaven per calçat les sandàlies. Els més rics portaven vestits elegants amb nombrosos ornaments. Les dones eren confinades habitualment a casa seva i utilitzaven vels.
La societat es dividia en qui eren ciutadans i els que no ho eren. Entre els ciutadans hi havia dues classes socials. Els drrun ("els grans"), és a dir, l'aristocràcia, rics propietaris de terra i grans comerciants amb nombrosos esclaus. Aquesta elit fixava les polítiques i les lleis de cada colònia. L'altre grup eren els srnum, als quals els autors llatins van denominar plebeus, grup format per artesans entre els quals destacaven els dedicats a indústries tèxtils, a la metal·lúrgia, i als oficis del vidre, de la fusta i als relacionades amb la construcció naval. No es coneix si aquesta distinció estava plasmada en les lleis. Les inscripcions cartagineses deixen constància que els alts càrrecs, com el sacerdot, magistrat o general, eren molt habitualment transmesos de pares a fills de manera hereditària, havent exemples de famílies els membres de les quals exerceixen durant generacions el càrrec de sufete, diverses magistratures o sacerdocis.
La majoria dels habitants eren petits camperols, artesans i mercaders amb escasses propietats. A partir del segle iii aC, es desenvolupa una potent classe mitjana que pren importància en política, amb l'estandardització de les urnes. Això es reflecteix en les inscripcions que deixen d'incloure el predomini de llargues genealogies en els càrrecs públics. Fins i tot la classe mitjana irromp amb ofrenes al Tofet, fins aleshores reservat exclusivament a l'aristocràcia.
Els no-ciutadans eren majoritàriament indígenes libis sotmesos i assimilats a la cultura, denominats libio-fenicis. Aquests vivien en les grans extensions dominades per Cartago al llarg d'Àfrica i van ser utilitzats com a obrers agrícoles en les propietats rurals de l'aristocràcia, dedicats sobretot a collir cereals. La població libi-fenícia es va revoltar en dues ocasions contra els cartaginesos, la primera en el 396 aC i la segona en el 379 aC També van ser enrolats en l'exèrcit i emprats en la colonització d'altres territoris.

### Religió
Els cartaginesos com a hereus de les tradicions dels semites occidentals, entre els quals es trobaven els fenicis, creien en l'existència de l'ànima i de l'esperit. L'esperit se solia interpretar com una ombra, portador de l'alè de vida de procedència divina. La religió per als cartaginesos formava part de la seva vida quotidiana i de la seva cultura, solien mostrar-se profundament piadosos i notablement conservadors en les seves creences i en les seves pràctiques. Tot el seu panteó de déus procedia de la seva herència fenícia amb certes influències hel·lèniques i egípcies.
Inicialment els cartaginesos van preservar de Tir les seves creences religioses i durant la seva edat inicial no es van establir diferències pel que fa a la ciutat fundadora, si bé no existeix abundant documentació fins al segle V aC En aquesta primera etapa la deïtat més important va haver de ser Melqart, senyor de Tir, al temple s'enviava des de Cartago anualment una ofrena de la ciutat. Però aquesta tradició es va abandonar durant el segle vii aC, i a partir del segle següent van començar a observar-se peculiaritats específiques de Cartago. La principal és que els déus més venerats passen a ser Baal i Tanit.
Una altra característica de la religió cartaginesa és haver conservat la pràctica dels sacrificis humans, desapareguda a Fenícia. El sacrifici consistia a oferir la vida del primogènit al déu Baal Hammon en el ritu del Molk. La pràctica va persistir fins als dies mateixos de la caiguda de Cartago. Segons Diodor, l'estàtua de Molk era de bronze. Els seus braços oberts arribaven fins a terra i els nens que s'hi dipositaven queien en un forn cremant. Aquest ritu es practicava dins del Tofet, recinte en el qual posteriorment es dipositaven els ossos calcinats dels sacrificats. Aquesta pràctica és esmentada per Plutarc, així com Tertul·lià i Diodor Sícul. Però no per altres historiadors com Titus Livi o Polibi. Les excavacions arqueològiques modernes semblen haver confirmat la versió de Plutarc, estimant-se en 20.000 les urnes dipositades entre el 400 aC i el 200 aC al cementiri de nens al Tofet. Les urnes contenien ossos de nounats i, en alguns casos, de fetus i nens de dos anys, indicant que si el nen naixia ja mort, el fill més jove havia de ser sacrificat pels pares.
Els cartaginesos eren un poble profundament religiós. La religió presidia tots els seus actes, en néixer un nen se li col·locava sota la protecció d'una divinitat, imposant-li el seu nom. Mai iniciaven una empresa sense demanar abans la protecció dels déus. Tot esdeveniment positiu o negatiu havia de tenir el seu sacrifici de gratitud o expiatori. En les seves navegacions o en la guerra portaven amb si els seus déus penates. En els campaments militars sempre es col·locava en el centre el santuari, igual que els hebreus, a qui veiem sempre acompanyats del Tabernacle en marxar contra l'enemic. En cada nova colònia fundada, el primer edifici públic que s'aixecava era el temple.
Els cartaginesos creien en el poder i existència dels esperits, atorgant-los la capacitat de tenir intencions i d'ocasionar un mal o dany físic. Es protegien mitjançant la utilització de talismans o amulets amb formes humanes, els que han estat trobats molt freqüentment en les excavacions de les necròpolis púniques. La seva procedència solia ser egípcia com l'ull oudja, els uraeus, la representació del déu Ptah i les de Bes i Anubis. El que és una evident mostra de la influència egípcia a Cartago.
Tenien també el seu culte dels morts i respectaven els túmuls. Mai van fer la guerra per proselitisme, ni van tenir vocació d'expandir el seu culte als indígenes que sotmetien. Les funcions sacerdotals no eren hereditàries entre els cartaginesos, les exercien en general els nobles, i eren signes de distinció que solien anar units a altres càrrecs importants.

#### Deïtats púniques
Baal era el principal déu fenici adorat a la colònia de Cartago, generalment identificat pels grecs com Cronos i pels romans com Saturn. Baal significa 'senyor', però, el significat de hammon és incert, sent possible el seu origen en Amón «L'ocult», símbol del poder creador i «Pare de tots els vents» en la mitologia egípcia. Baal Hammon se suposa representat en algunes escultures o relleus en forma d'un personatge masculí de certa edat, assegut en un tron entre dues esfinxs. Els romans van convertir a Baal Hammon en Saturn.
Tanit va ser la deessa més important de la mitologia cartaginesa, la consort de Baal i patrona de Cartago. Era equivalent a la deessa fenícia Astarte, deessa de la fecunditat, el culte incloïa la prostitució ritual anomenada hierogàmia, que consistia a prostituir en un temple simulant la unió amb la deïtat amb fins religiosos destinats a la fertilitat. Durant la romanització va ser assimilada a Juno i no a Venus, com hauria correspost de ser equivalent d'Astarte.
Melqart era una divinitat fenícia de la ciutat de Tir, a la qual va estar consagrat primitivament el temple d'Hèracles a l'antiga ciutat de Cadis. El seu culte centrat en el foc sagrat de les ciutats, es va estendre per totes les colònies de Tir incloent Cartago.
Era la forma fenícia del déu Baal. Originàriament era un déu agrícola, del camp, la vegetació, la fecunditat i la primavera, per la qual cosa el seu ritual comprenia una sèrie de ritus de mort i resurrecció cíclics anuals, coincidents amb les estacions de l'any, això no obstant, també era una deïtat marina, car era una divinitat de caràcter sincrètic. Va passar després a ser considerat «rei de la ciutat», que és el significat etimològic del seu nom (melk, rei), i com a patró de la ciutat de Tir, es va transformar també en déu de la colonització i de la protecció de la navegació.
- Cronos o Saturn (identificat amb Moloc, déu dels cananeus, o amb Baal).
- Hèrcules Tirià (en fenici Melcart), identificat amb Baal i amb el babiloni Bel.
- Astarte o Tanit.
- Esmun, el déu de la volta celestial.
- Apol·lo, identificat amb Baal-Hammon.
- Posidó i Tritó, dels quals no es coneixen els noms púnics.
- Els genis i els herois.
- Déus estrangers: Demèter, Persèfone (importats de Sicília).

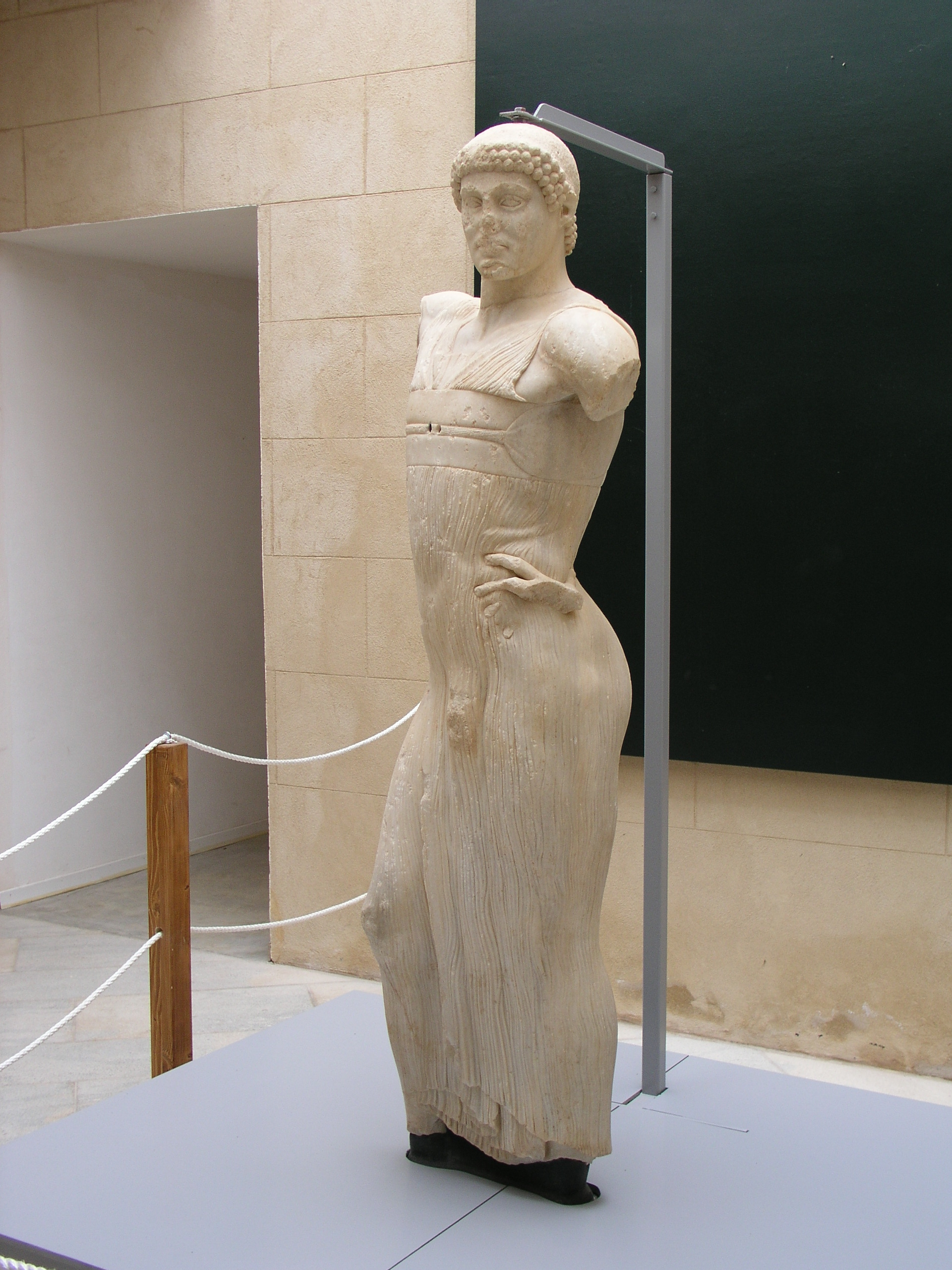
Representació de Melqart, coneguda com l'efeu de Mòtia.
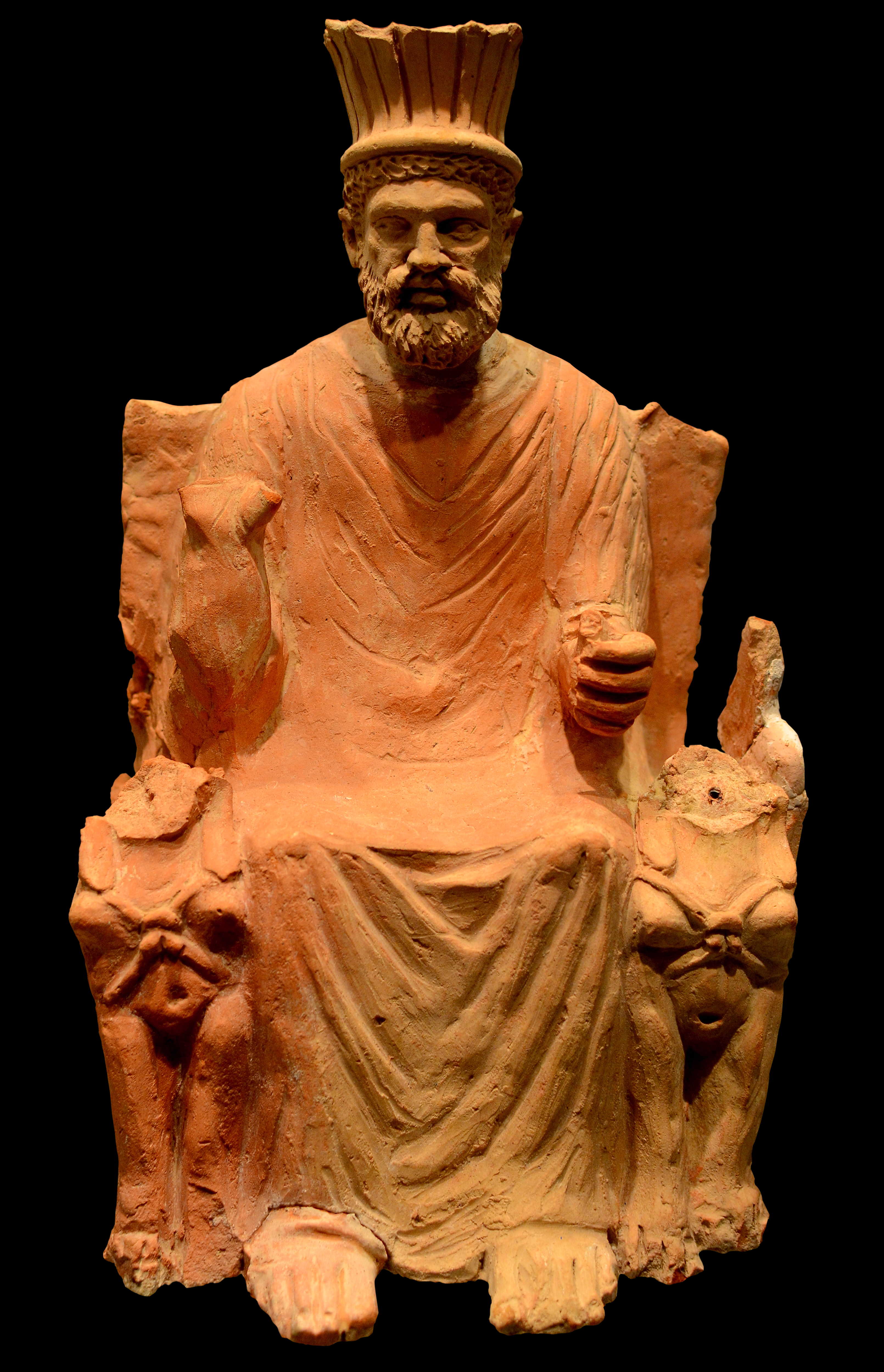
El déu Baal representat com un home gran en un tron entre dues esfinxs.
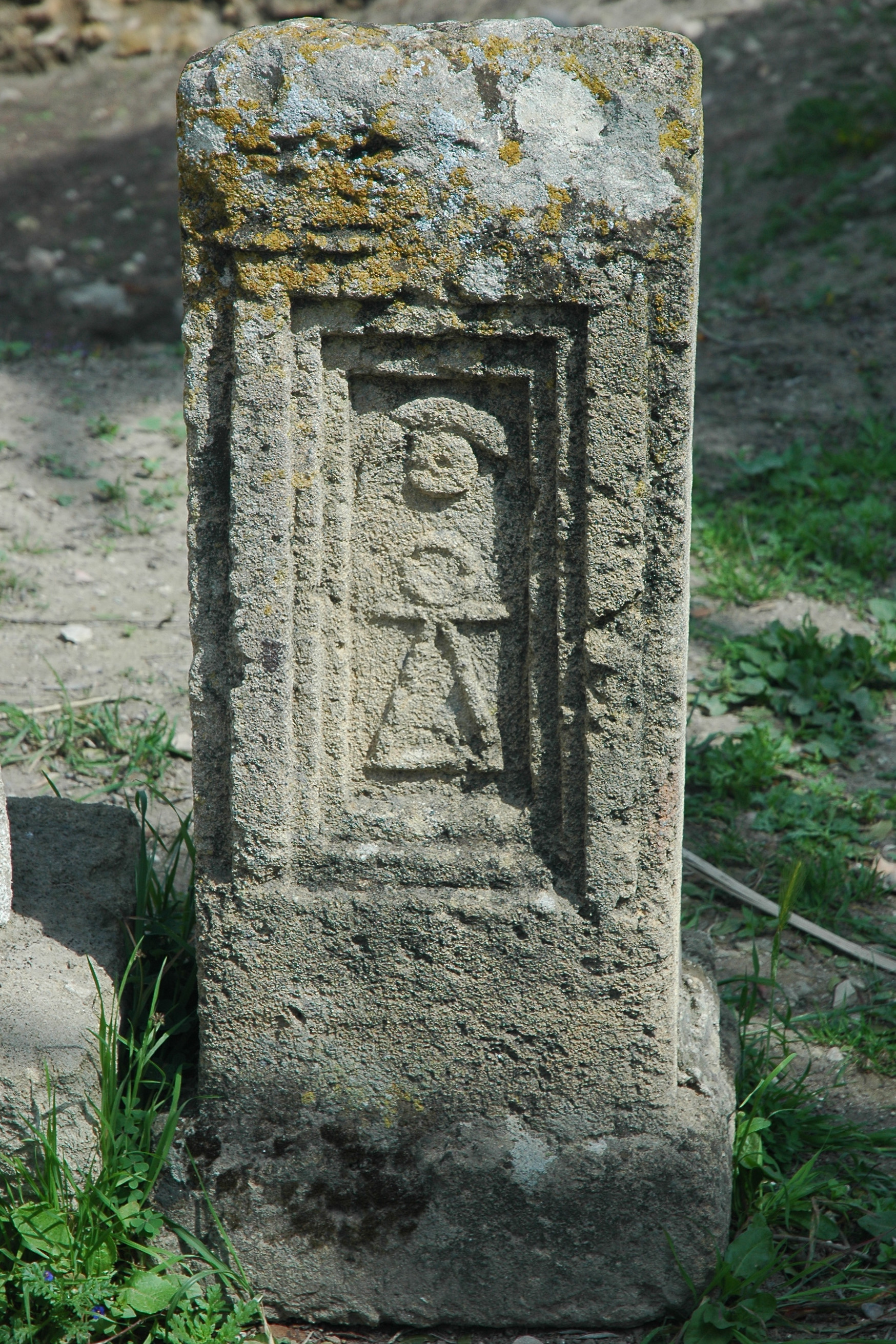
Altar de Tanit, deessa de la fecunditat.

## Cultura

### Llengua
La llengua parlada pels cartaginesos es coneix com a idioma púnic, l'origen és semític. També considerada fenícia pel seu origen, es va mantenir durant tota l'etapa cartaginesa. Es va expandir per tot el territori metropolità de Cartago, així com per les grans illes de la Mediterrània i els nombrosos enclavaments costaners occidentals púnics. Al nord d'Àfrica era usada a les ciutats i colònies fenícies, sent la població indígena i rural aliena. Es va estendre àmpliament a causa del seu ús comercial.

### Literatura
La seva literatura es coneix a través de l'epigrafia, que és pobre, ja que la majoria de les inscripcions són dedicatòries religioses, en el text del qual repeteixen sempre les mateixes inscripcions. L'alfabet estava compost per 22 lletres i s'escrivia de dreta a esquerra, com l'actual hebreu. Era un sistema simple, de manera que permetia la difusió del coneixement i la cultura. Les diferències amb el fenici són escasses. Encara que sabem que van crear literatura, sobretot religiosa, així com històrica o pràctica, gairebé totes les obres s'han perdut. Coneixem l'existència d'un tractat d'agronomia, traduït al llatí per l'interès pràctic que oferia per als romans, i la traducció al grec de la narració del Periple de Hannón per les costes africanes. Les biblioteques i altres que hi ha a Cartago en el moment de la seva destrucció en el 146 aC van passar en part als reis mauritans i al rei númida Masinisa.
La llengua es va seguir utilitzant després de la caiguda de Cartago, en els regnes de Numídia i Mauritània. En el 197 dC Septimi Sever, un romà nascut a les proximitats de Cartago, de la cultura púnica, va arribar a ser emperador de Roma. Encara era usada i coneguda àmpliament al segle v per Procopi de Cesarea i Agustí d'Hipona, per ser la llengua dels camperols de Tunísia. Els textos de l'època diuen que encara al segle vi els camperols de Tunísia utilitzaven la llengua púnica de forma quotidiana, però l'arribada de l'islam i la segona destrucció de la ciutat de Cartago va suposar la seva fi definitiva. Probablement el seu últim reducte va ser l'illa de Malta.

### Art
Els cartaginesos no van destacar en les arts ni les van desenvolupar sinó que van heretar la fenícia, la característica principal era la manca d'elements distintius, com a resultat de crear una cultura mixta amb característiques dels diversos pobles amb els que mantenien el seu comerç, d'Egipte, d'Assíria, de l'Àsia Menor, i de Grècia. Els cartaginesos van crear les seves primeres obres d'art recreant els caràcters distintius de la tradició fenícia d'una manera grollera. Les relacions dels cartaginesos amb els grecs van introduir gradualment entre ells les arts hel·lèniques, sent moltes vegades creades per artistes grecs. Es té constància que van ser hel·lens els que dissenyaven les monedes púniques que s'encunyaven des del segle v aC.

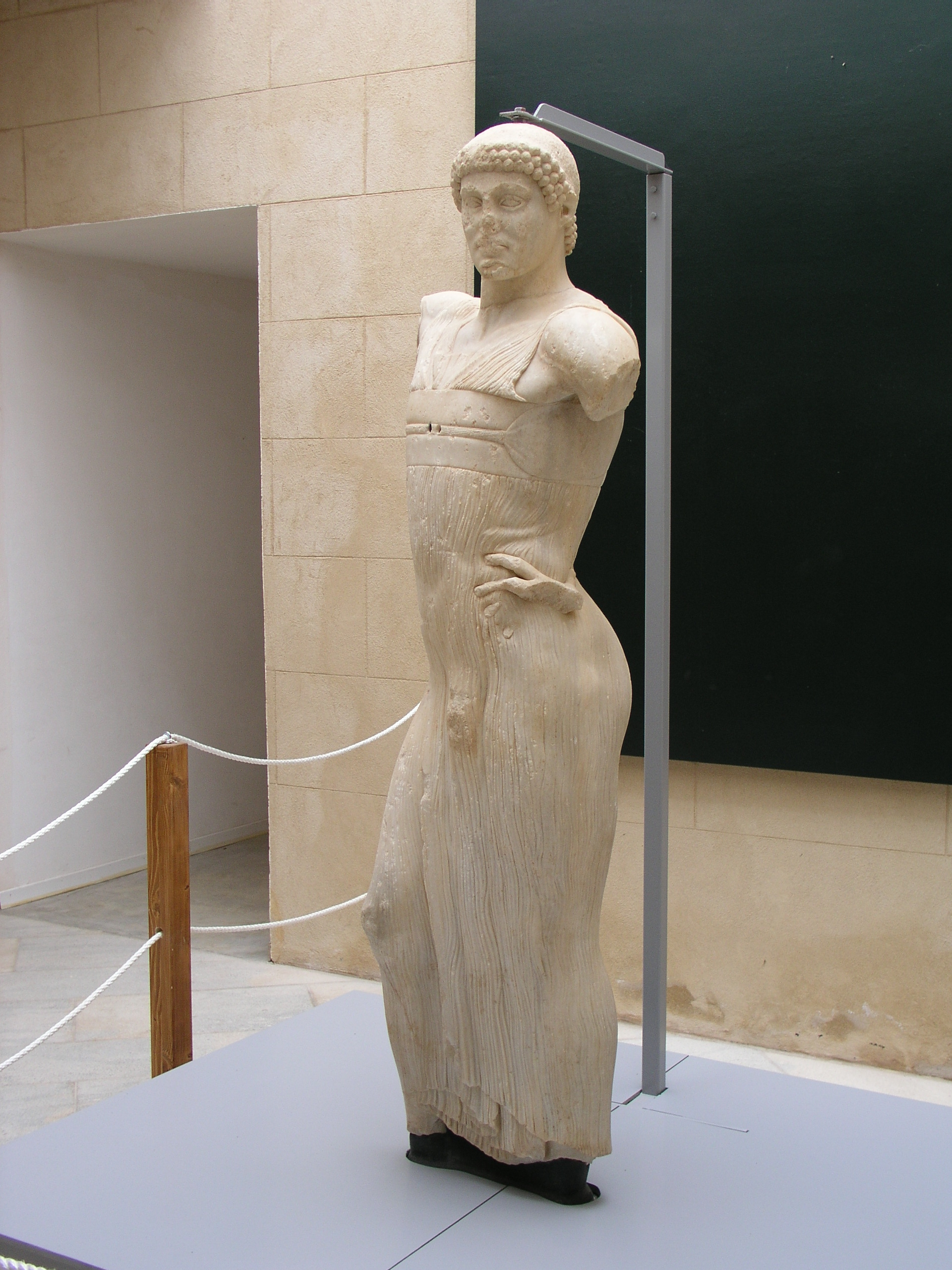
Representació de Melqart, coneguda com l'efeb de Mòtia.
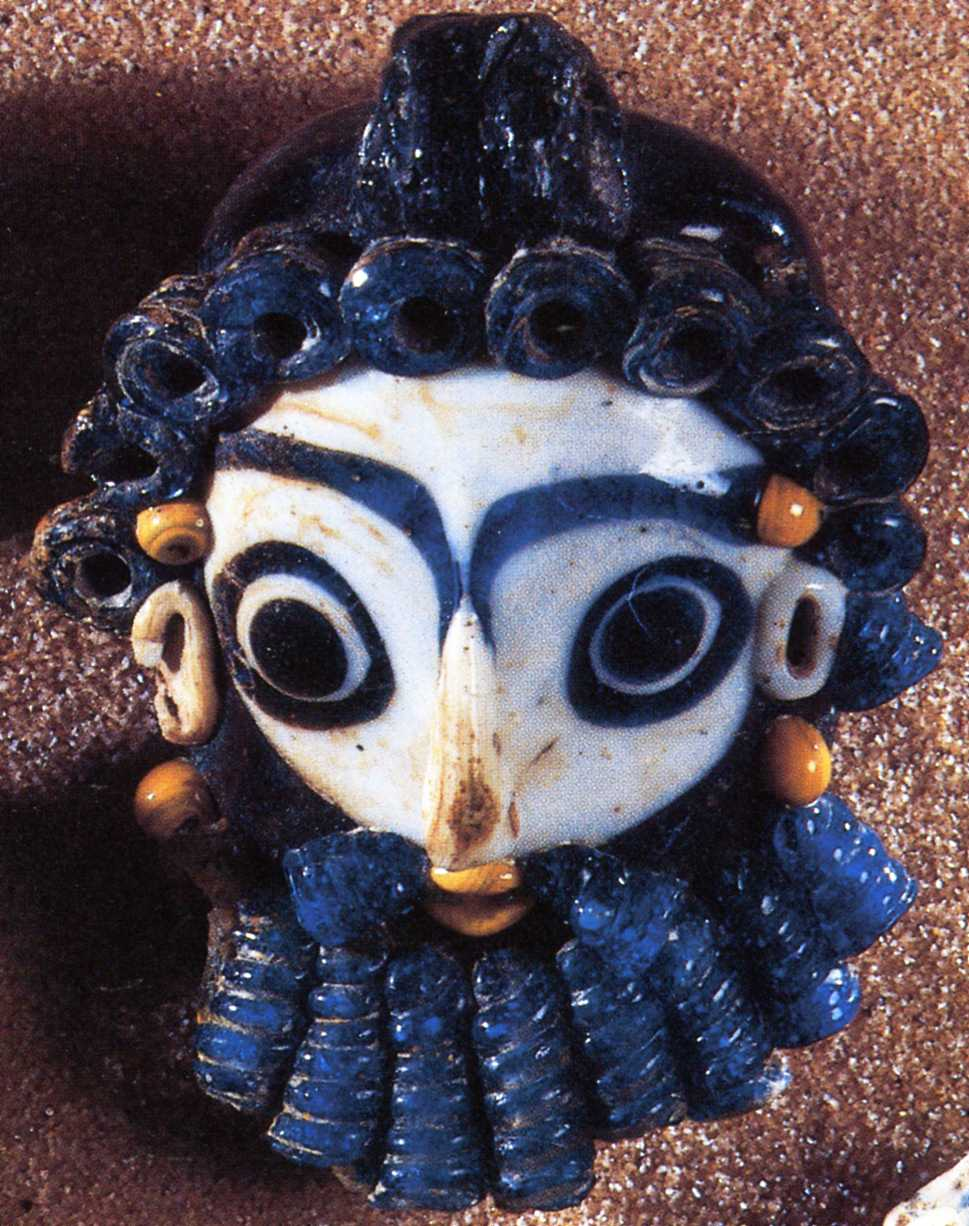
Amulet púnic amb forma de cap amb barba (s.IV o s.III aC)
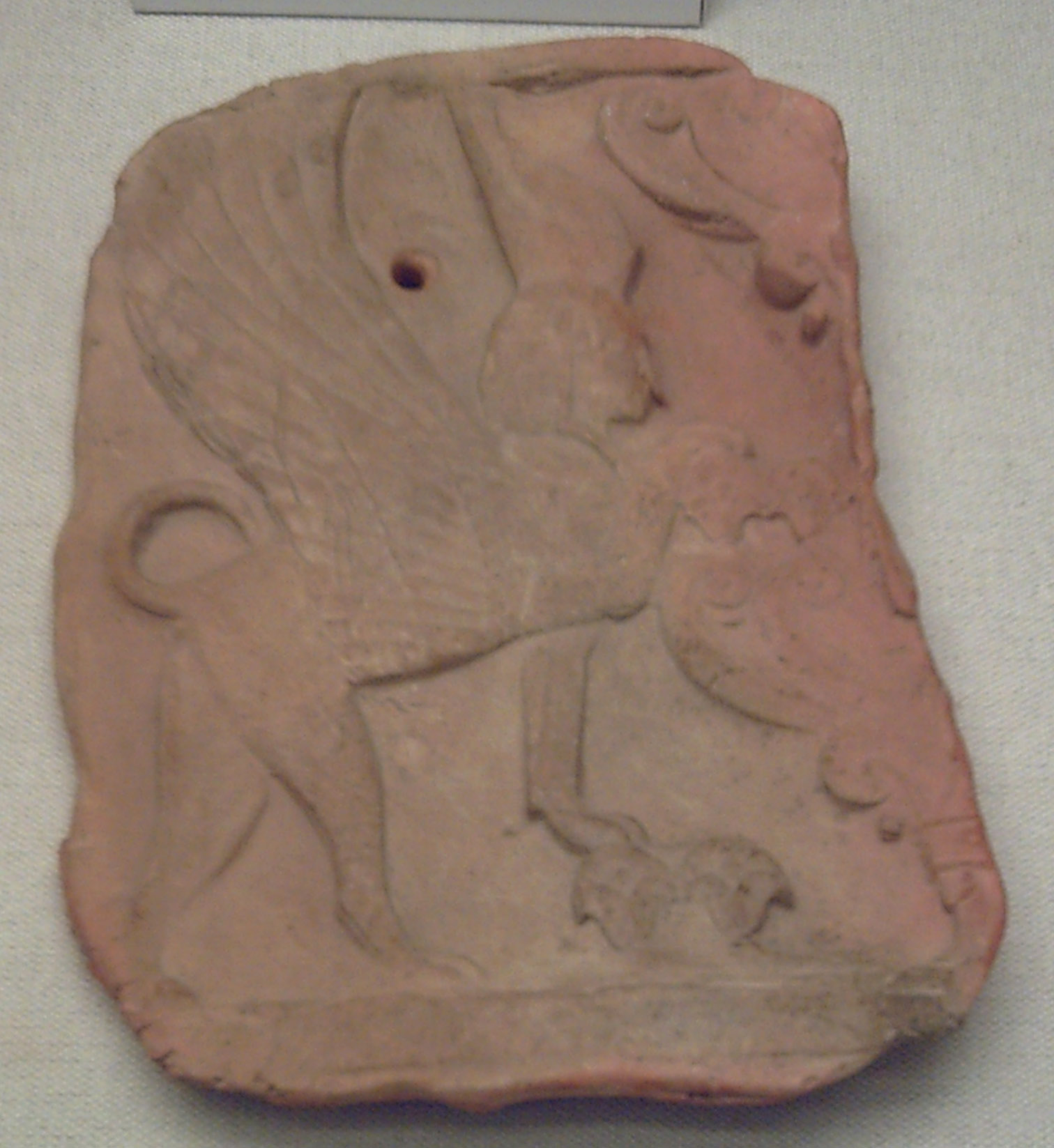
Placa amb esfinx. Segle VI aC de les necròpolis cartagineses a Eivissa.
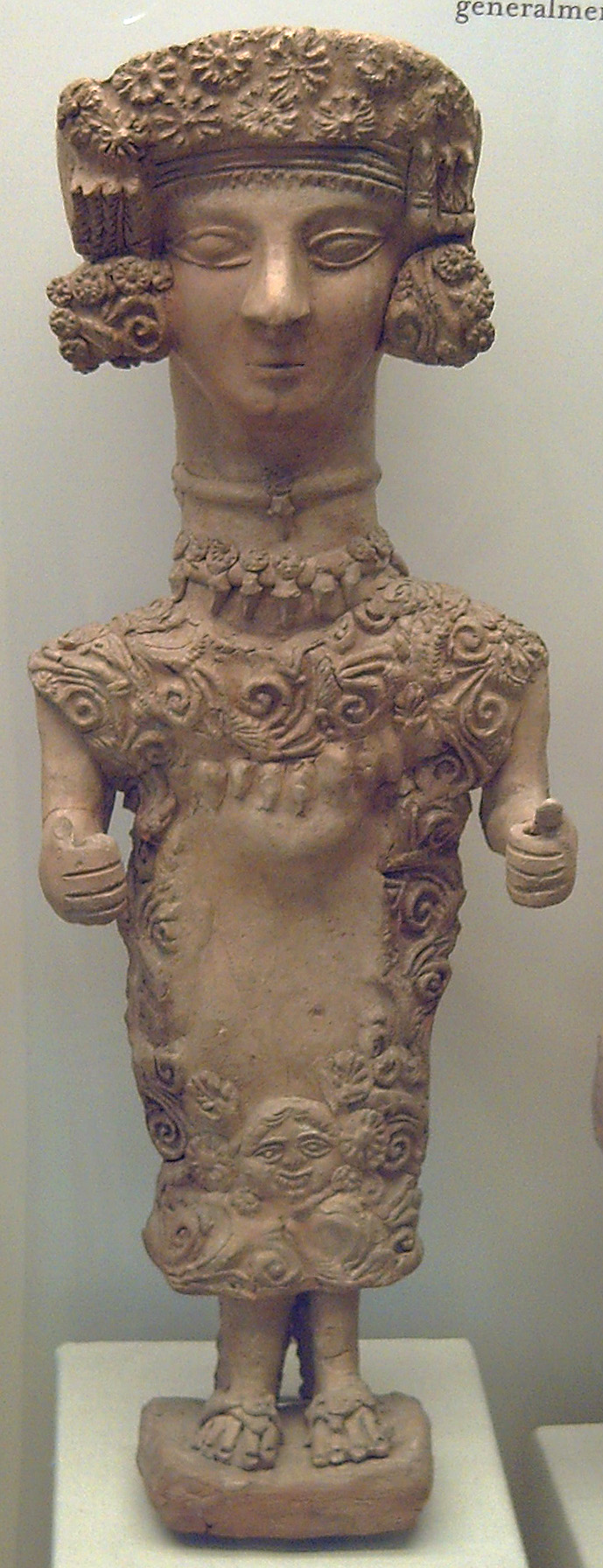
Dama d'Eivissa: Estàtua femenina procedent de la necròpolis cartaginesa del Puig des Molins (Illa d'Eivissa)

## Exèrcit
L'exèrcit cartaginès es basava en unitats de mercenaris, que suposaven un gran cost però que es podien pagar donades les riqueses del seu territori i el monopoli del comerç dels metalls del Mediterrani occidental, i els impostos que es requerien als territoris, que a més, havien de proporcionar tropes.
Els mercenaris havien d'estar contínuament ocupats per evitar motins o indisciplina, i es van dedicar a la conquesta de l'interior del nord d'Àfrica, i després de la guerra dels mercenaris, que ser aprofitada per la República Romana per dominar Sardenya i Còrsega, Hamílcar Barca va dedicar l'exèrcit a la dominació d'Hispània.
Els comandaments de l'exèrcit el formaven els dirigents polítics cartaginesos, i a partir del segle iv aC unes poques famílies s'havien conolidat en el comandament militar, en una casta iniciada per Magó, que a partir del segle iii aC no podia ostentar càrrecs polítics, i estaven nomenats com generals o almiralls per un temps limitat.

### Marina cartaginesa
La marina púnica era la veritable força de Cartago. Durant diversos segles va ser la més poderosa potència naval del mediterrani occidental, fins a perdre la seva superioritat en la Primera Guerra Púnica. La marina va jugar un important paper en la seva rivalitat amb els hel·lens, impedint la creació de noves colònies a occident, assegurant les rutes de comerç i establint un ferri control en el pas de la important ruta comercial de l'estret de Gibraltar.
Durant les guerres púniques, Cartago es va organitzar en esquadres de dotze vaixells. Podia formar flotes de cent vint naus i en casos especials, de més de tres-centes. Segons Polibi, en el 256 aC la flota disposava de 350 vaixells tripulats per més de 150.000 homes. La seva principal nau de combat era el quinquerreme, el qual comptava amb una tripulació de 420 soldats i mariners dels quals 270 eren remers disposats en tres ordres: dos en el superior, dos en el medi i un en l'inferior. La proa portava un esperó reforçat amb bronze per atacar els vaixells enemics. A prop de la proa estava el castell on s'ubicaven els arquers i les catapultes. A popa dos grans rems servien de timons. Disposava d'una vela quadrada en un pal retràctil al centre i una altra més petita a la proa, per als vents transversals. Durant els combats els vaixells es treien els pals i la propulsió es confiava als remers. Les tripulacions estaven constituïdes exclusivament per ciutadans cartaginesos, a diferència de l'exèrcit que es nodria de mercenaris.